# Подстепный (разъезд)
Подстепный — железнодорожная платформа Алтайского региона Западно-Сибирской железной дороги, расположенная в разъезде Подстепновский Алтайского края. На северо-западе от платформы — посёлок Потеряевка. Является остановочным пунктом междугородних поездов. Отсутствует касса для продажи билетов.

## Поезда дальнего следования[1]
| № поезда  | Маршрут движения        | № поезда  | Маршрут движения    |
| --------- | ----------------------- | --------- | ------------------- |
| 093Е      | Барнаул — Нижневартовск |           |                     |
| 422Н/424Н | Татарская — Барнаул     | 421Н/423Н | Барнаул — Татарская |
| 096Н      | Москва — Барнаул        | 095Н      | Барнаул — Москва    |